# Ma’an (köpinghuvudort i Kina, Jiangsu Sheng, lat 32,41, long 118,83)
Ma'an (kinesiska: 马鞍, 马鞍镇) är en köpinghuvudort i Kina. Den ligger i provinsen Jiangsu, i den östra delen av landet, omkring 38 kilometer norr om provinshuvudstaden Nanjing. Antalet invånare är 46 632. Befolkningen består av 23 259 kvinnor och 23 373 män. Barn under 15 år utgör 10,0 %, vuxna 15-64 år 78 %, och äldre över 65 år 10,0 %.
Runt Ma'an är det tätbefolkat, med 476 invånare per kvadratkilometer. Närmaste större samhälle är Getang, 20,0 km söder om Ma'an. Trakten runt Ma'an består till största delen av jordbruksmark.
Genomsnittlig årsnederbörd är 1 291 millimeter. Den regnigaste månaden är juli, med i genomsnitt 289 mm nederbörd, och den torraste är december, med 32 mm nederbörd.